# 布里格伊勒尚特尔
布里格伊勒尚特尔（法語：Brigueil-le-Chantre，法語發音：[bʁiɡœj lə ʃɑ̃tʁ]）是法国新阿基坦大区维埃纳省的一个市镇，位于该省东部，属于蒙莫里永区。

## 地理
布里格伊勒尚特尔（46°23'45"N, 1°5'16"E）面积53.79 平方千米，位于法国新阿基坦大区维埃纳省，该省份为法国中西部省份，北起曼恩-卢瓦尔省和安德尔-卢瓦尔省，西接德塞夫勒省，南至夏朗德省，东南接上维埃纳省，东临安德尔省。
与布里格伊勒尚特尔接壤的市镇（或旧市镇、城区）包括：阿尚博堡、库隆日莱塞罗勒、圣莱奥梅尔、托莱、拉特里穆耶、阿扎勒里、吕萨克莱塞格利斯、韦尔讷伊穆斯捷。

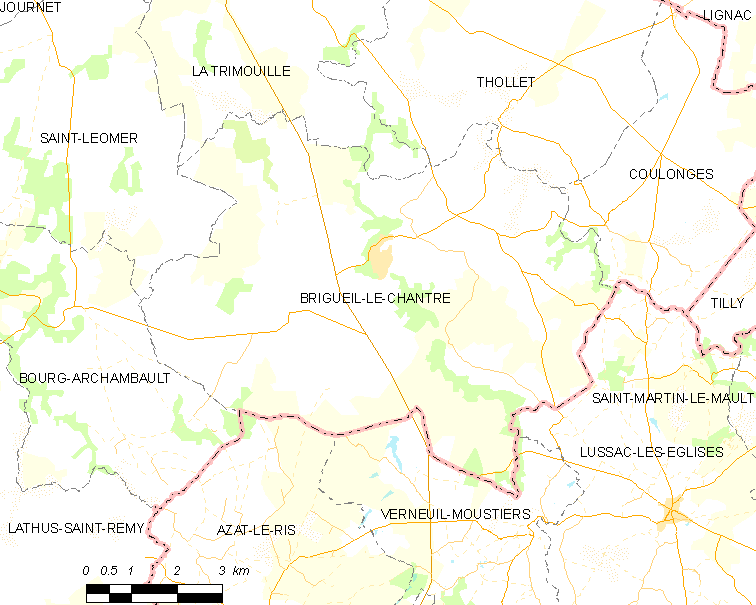
布里格伊勒尚特尔的OSM定位图

布里格伊勒尚特尔的时区为UTC+01:00、UTC+02:00（夏令时）。

## 行政
布里格伊勒尚特尔的邮政编码为86290，INSEE市镇编码为86037。

## 政治
布里格伊勒尚特尔所属的省级选区为蒙莫里永县。

## 人口

1962-2008年间布里格伊勒尚特尔人口变化图示

布里格伊勒尚特尔于2022年1月1日时的人口数量为460人。